# Poul Welander
Poul Welander, född 28 december 1879 i Köpenhamn, död 9 januari 1942, var en dansk regissör och skådespelare.
Welander var engagerad vid Odense Teater 1900–1901, 1904–1905 och 1918–1919. Han filmdebuterade 1909 och blev Frans Lundbergs chefsregissör 1912 och kom även från 1913 att arbeta för The Copenhagen Film Co.  

## Filmografi roller i urval
- 1911 – Spionen
- 1911 – Champagneruset
- 1912 – Den levande döde
- 1912 – Kärleksdrömmar
- 1912 – Komtessan Charlotte
- 1912 – Broder och syster
- 1913 – Kärleken rår
- 1913 – Hjältetenoren

## Regi i urval
- 1911 – Champagneruset
- 1912 – Ormen
- 1912 – Helvetesmaskinen eller Den Röda hanen
- 1912 – Kärlekens offer
- 1912 – Komtessan Charlotte
- 1912 – Cirkusluft
- 1912 – Broder och syster
- 1913 – Hjältetenoren

## Filmmanus
- 1912 – Komtessan Charlotte